# Padangcola
Padangcola is een geslacht van hooiwagens uit de familie Epedanidae.
De wetenschappelijke naam Padangcola is voor het eerst geldig gepubliceerd door Roewer in 1963. 

## Soorten
Padangcola is monotypisch en omvat slechts de volgende soort:
- Padangcola jacobsoni